# Niangado
Pour les articles homonymes, voir Niangado.
Ne doit pas être confondu avec Niangdo.
Niangado est une localité située dans le département de Kaya de la province du Sanmatenga dans la région Centre-Nord au Burkina Faso.

## Géographie
Niangado est situé à 5 km au sud-est de Basnéré et à 25 km au nord-ouest du centre de Kaya, la principale ville de la région. Le village est traversé par la route nationale 15 reliant à Kaya à Kongoussi.

## Économie
L'agro-pastoralisme est la principale activité économique du village.

## Éducation et santé
Le centre de soins le plus proche de Niangado est le centre de santé et de promotion sociale (CSPS) de Basnéré tandis que le centre hospitalier régional (CHR) se trouve à Kaya.
Niangado possède un centre d'alphabétisation.